# Qualificazioni al campionato europeo dei piccoli stati femminile di pallavolo 2011
Le qualificazioni al campionato europeo dei piccoli stati femminile di pallavolo 2011 si sono svolte dal 4 al 13 giugno 2010: al torneo hanno partecipato nove squadre nazionali europee di stati con meno di un milione di abitanti e tre di queste si sono qualificate al campionato europeo dei piccoli stati 2011.

## Regolamento
Le squadre hanno disputato una fase a gironi con formula del girone all'italiana: le prime due classificate di ogni girone si sono qualificate per il campionato europeo dei piccoli stati 2011 (anche la nazionale del paese organizzatore, nonostante già qualificata, ha partecipato alle qualificazioni: nel caso in cui questa si classifichi tra le prime due del proprio girone, nessun'altra nazionale è ripescata).

## Squadre partecipanti
- Cipro
- Fær Øer
- Irlanda
- Islanda
- Liechtenstein
- Lussemburgo
- Malta
- San Marino
- Scozia

## Torneo
| Girone A      | Girone B    |
| ------------- | ----------- |
| Cipro         | Irlanda     |
| Fær Øer       | Islanda     |
| Liechtenstein | Lussemburgo |
| Scozia        | Malta       |
| -             | San Marino  |

### Girone A

#### Risultati
| 4 maggio 2010 Sport und Freizeitzentrum Resch, Schaan Durata: 1h:20 - Spettatori: 170 | Liechtenstein | 3 - 0 | Scozia        | 25-21, 25-19, 25-22        |
| 4 maggio 2010 Sport und Freizeitzentrum Resch, Schaan Durata: 1h:00 - Spettatori: 75  | Cipro         | 3 - 0 | Fær Øer       | 25-14, 25-14, 25-20        |
| 5 maggio 2010 Sport und Freizeitzentrum Resch, Schaan Durata: 1h:49 - Spettatori: 75  | Scozia        | 1 - 3 | Fær Øer       | 19-25, 22-25, 25-22, 25-27 |
| 5 maggio 2010 Sport und Freizeitzentrum Resch, Schaan Durata: 1h:03 - Spettatori: 150 | Liechtenstein | 0 - 3 | Cipro         | 10-25, 18-25, 13-25        |
| 6 maggio 2010 Sport und Freizeitzentrum Resch, Schaan Durata: 1h:01 - Spettatori: 50  | Scozia        | 0 - 3 | Cipro         | 13-25, 14-25, 17-25        |
| 6 maggio 2010 Sport und Freizeitzentrum Resch, Schaan Durata: 1h:23 - Spettatori: 200 | Fær Øer       | 0 - 3 | Liechtenstein | 21-25, 22-25, 22-25        |

#### Classifica
| Pos | Squadra       | Pt | G | V | P | SV | SP | Ratio | PF  | PS  | Ratio |
| --- | ------------- | -- | - | - | - | -- | -- | ----- | --- | --- | ----- |
| 1   | Cipro         | 6  | 3 | 3 | 0 | 9  | 0  | MAX   | 225 | 133 | 1.692 |
| 2   | Liechtenstein | 5  | 3 | 3 | 1 | 6  | 3  | 2.000 | 191 | 202 | 0.946 |
| 3   | Fær Øer       | 4  | 3 | 1 | 2 | 3  | 7  | 0.429 | 212 | 241 | 0.880 |
| 4   | Scozia        | 3  | 3 | 0 | 3 | 1  | 9  | 0.111 | 197 | 249 | 0.791 |

### Girone A

#### Risultati
| 11 maggio 2010 Cottonera Sports Complex, Cospicua Durata: 1h:23 - Spettatori: 100 | Malta       | 3 - 0 | Irlanda     | 25-19, 25-11, 26-24               |
| 11 maggio 2010 Cottonera Sports Complex, Cospicua Durata: 1h:30 - Spettatori: 100 | Islanda     | 1 - 3 | San Marino  | 25-23, 11-25, 14-25, 18-25        |
| 11 maggio 2010 Cottonera Sports Complex, Cospicua Durata: 1h:11 - Spettatori: 150 | Lussemburgo | 3 - 0 | Malta       | 25-23, 25-18, 25-16               |
| 12 maggio 2010 Cottonera Sports Complex, Cospicua Durata: 2h:09 - Spettatori: 40  | Islanda     | 2 - 3 | Lussemburgo | 21-25, 25-18, 21-25, 25-22, 14-16 |
| 12 maggio 2010 Cottonera Sports Complex, Cospicua Durata: 1h:15 - Spettatori: 40  | San Marino  | 3 - 0 | Irlanda     | 25-16, 25-21, 25-18               |
| 12 maggio 2010 Cottonera Sports Complex, Cospicua Durata: 1h:58 - Spettatori: 40  | Malta       | 3 - 2 | Islanda     | 25-19, 20-25, 19-25, 25-20, 16-14 |
| 12 maggio 2010 Cottonera Sports Complex, Cospicua Durata: 1h:41 - Spettatori: 40  | Lussemburgo | 3 - 1 | San Marino  | 25-21, 27-25, 18-25, 25-20        |
| 13 maggio 2010 Cottonera Sports Complex, Cospicua Durata: 2h:05 - Spettatori: 40  | Irlanda     | 3 - 2 | Islanda     | 13-25, 21-25, 25-22, 26-24, 15-13 |
| 13 maggio 2010 Cottonera Sports Complex, Cospicua Durata: 2h:10 - Spettatori: 100 | San Marino  | 3 - 2 | Malta       | 25-16, 22-25, 25-20, 22-25, 15-13 |
| 13 maggio 2010 Cottonera Sports Complex, Cospicua Durata: 2h:31 - Spettatori: 100 | Irlanda     | 1 - 3 | Lussemburgo | 25-18, 18-25, 21-25, 7-25         |

#### Classifica
| Pos | Squadra     | Pt | G | V | P | SV | SP | Ratio | PF  | PS  | Ratio |
| --- | ----------- | -- | - | - | - | -- | -- | ----- | --- | --- | ----- |
| 1   | Lussemburgo | 8  | 4 | 4 | 0 | 12 | 4  | 3.000 | 369 | 325 | 1.135 |
| 2   | San Marino  | 7  | 4 | 3 | 1 | 10 | 6  | 1.667 | 373 | 317 | 1.177 |
| 3   | Malta       | 6  | 4 | 2 | 2 | 8  | 8  | 1.000 | 337 | 341 | 0.988 |
| 4   | Irlanda     | 5  | 4 | 1 | 3 | 4  | 11 | 0.364 | 280 | 353 | 0.793 |
| 5   | Islanda     | 4  | 4 | 0 | 4 | 7  | 12 | 0.583 | 386 | 409 | 0.944 |

## Squadre qualificate
- Cipro
- Liechtenstein
- San Marino